# Елдышев, Анатолий Петрович
Анато́лий Петро́вич Елдышев (4 ноября 1922—1992) — военный лётчик, генерал-майор Советской Армии, участник Великой Отечественной войны, Герой Советского Союза (1945).

## Биография
Анатолий Елдышев родился 4 ноября 1922 года в городе Черемхово (ныне — Иркутская область). Окончил семь классов школы. В 1940 году призван на службу в Рабоче-крестьянскую Красную Армию. В 1941 году окончил Пермскую военную авиационную школу пилотов. С марта 1943 года — на фронтах Великой Отечественной войны.
К февралю 1945 года капитан Анатолий Елдышев командовал эскадрильей 995-го штурмового авиаполка (306-й штурмовой авиадивизии, 10-го штурмового авиакорпуса, 17-й воздушной армии, 3-го Украинского фронта). К тому времени он совершил 139 боевых вылетов на штурмовку скоплений войск и объектов противника, уничтожив 18 танков, более 50 автомашин, 4 склада с боеприпасами, 7 самолётов.
Указом Президиума Верховного Совета СССР от 18 августа 1945 года капитан Анатолий Елдышев был удостоен звания Героя Советского Союза с вручением ордена Ленина и медали «Золотая Звезда».
После окончания войны Елдышев продолжил службу в Советской Армии. В 1953 году окончил Военно-воздушную академию. Проходил службу на командных должностях в ВВС. С 1980 по 1983 год — заместитель начальника командного факультета Военно-воздушной академии имени Ю. А. Гагарина. Проживал в посёлке Монино Московской области.

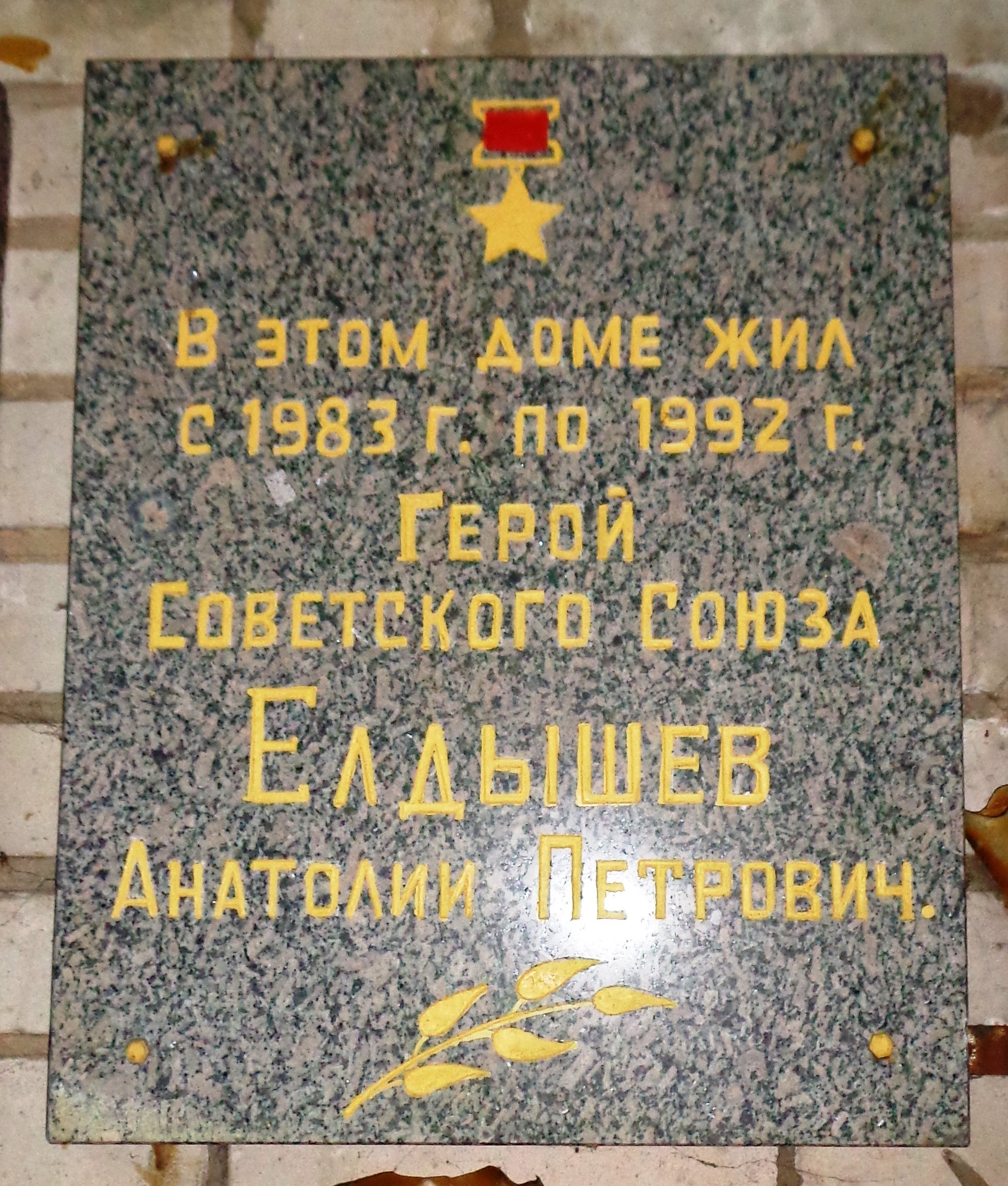
Мемориальная доска на доме в поселке Монино Московской области, где проживал А. П. Елдышев.

## Награды
Был также награждён двумя орденами Красного Знамени, орденом Александра Невского, двумя орденами Отечественной войны 1-й степени, двумя орденами Красной Звезды, орденом «За службу Родине в Вооружённых Силах СССР» 3-й степени, рядом медалей, иностранными орденами.

## Память
- В посёлке Монино Московской области на доме № 7 по улице Маслова, где проживал А. П. Елдышев, установлена мемориальная доска.